# Asylum
För andra betydelser, se Asylum (olika betydelser).
Asylum är hårdrocksgruppen Kiss trettonde studioalbum, utgivet den 16 september 1985. Det är första skivan med Bruce Kulick på gitarr. Han medverkade dock på två låtar på albumet Animalize. Asylum sålde inte så bra, men uppnådde guldstatus i Sverige.
Musikvideor spelades in till låtarna Who Wants To Be Lonely, Tears Are Falling och Uh! All Night.

## Låtförteckning
| 1. | King of the Mountain   | Paul Stanley, Bruce Kulick, Desmond Child | Stanley | 4:17 |
| 2. | Any Way You Slice It   | Gene Simmons, Howard Rice                 | Simmons | 4:02 |
| 3. | Who Wants to Be Lonely | Stanley, Child, Jean Beauvoir             | Stanley | 4:01 |
| 4. | Trial By Fire          | Simmons, Kulick                           | Simmons | 3:25 |
| 5. | I'm Alive              | Stanley, Kulick, Child                    | Stanley | 3:43 |

| 6.  | Love's a Deadly Weapon | Stanley, Simmons, Rod Swenson, Wes Beech | Simmons | 3:29 |
| 7.  | Tears Are Falling      | Stanley                                  | Stanley | 3:55 |
| 8.  | Secretly Cruel         | Simmons                                  | Simmons | 3:41 |
| 9.  | Radar for Love         | Stanley, Child                           | Stanley | 4:02 |
| 10. | Uh! All Night          | Stanley, Child, Beauvoir                 | Stanley | 4:01 |

## Medverkande
- Gene Simmons – elbas/gitarr/sång
- Paul Stanley – gitarr/sång
- Eric Carr – trummor
- Bruce Kulick – gitarr
- Jean Beauvoir – elbas

### Webbkällor
- Asylum (1985) Kissmonster.com. Läst 14 mars 2017.